# Шестаков, Константин Владимирович
Константин Владимирович Шестаков (род. 23 сентября 1982, Владивосток) — российский государственный деятель. Глава города Владивостока с 5 августа 2021 года. Государственный советник Приморского края 1 класса.

## Образование
В 2004 году окончил Дальневосточный государственный университет по специальности «Мировая экономика». В 2013 году окончил Дальневосточный федеральный университет по специальности «Юриспруденция».
Имеет сертификаты Школы государственной политики им. Ли Куан Ю по программе «Новое государственное управление: организационное поведение, стратегия, культура и ценности» и образовательного частного учреждения дополнительного профессионального образования «УКЦ Проектная ПРАКТИКА» по курсу «Основы управления проектами по стандартам IPMA. Управление рисками, человеческими ресурсами и коммуникациями в проекте».

## Карьера
Трудовую деятельность начал в 2004 г. в сфере туризма. С 2005 по 2006 год работал в администрации города Владивостока в управлении муниципального имущества, градостроительства и архитектуры.
С 2010 года занимал должности в Администрации Приморского края. В 2014 году возглавил департамент туризма Приморского края. В 2019 году был назначен на должность врио вице-губернатора Приморского края.
С января 2020 по май 2021 года занимал должность заместителя председателя правительства Приморского края, где курировал вопросы экономического развития, промышленности и торговли, имущественных и земельных отношений, лесного хозяйства и охраны объектов животного мира, туризма и международного сотрудничества.
20 мая 2021 года стал и.о. главы Владивостока. 29 июля избран главой города Владивостока. 5 августа официально вступил в должность.

## Семья
Женат, воспитывает сына и дочь.

## Награды
Имеет почётные грамоты Губернатора Приморского края, Федерального агентства по туризму, Законодательного Собрания Приморского края, благодарственное письмо Президента Российской Федерации.